# Ocho loco

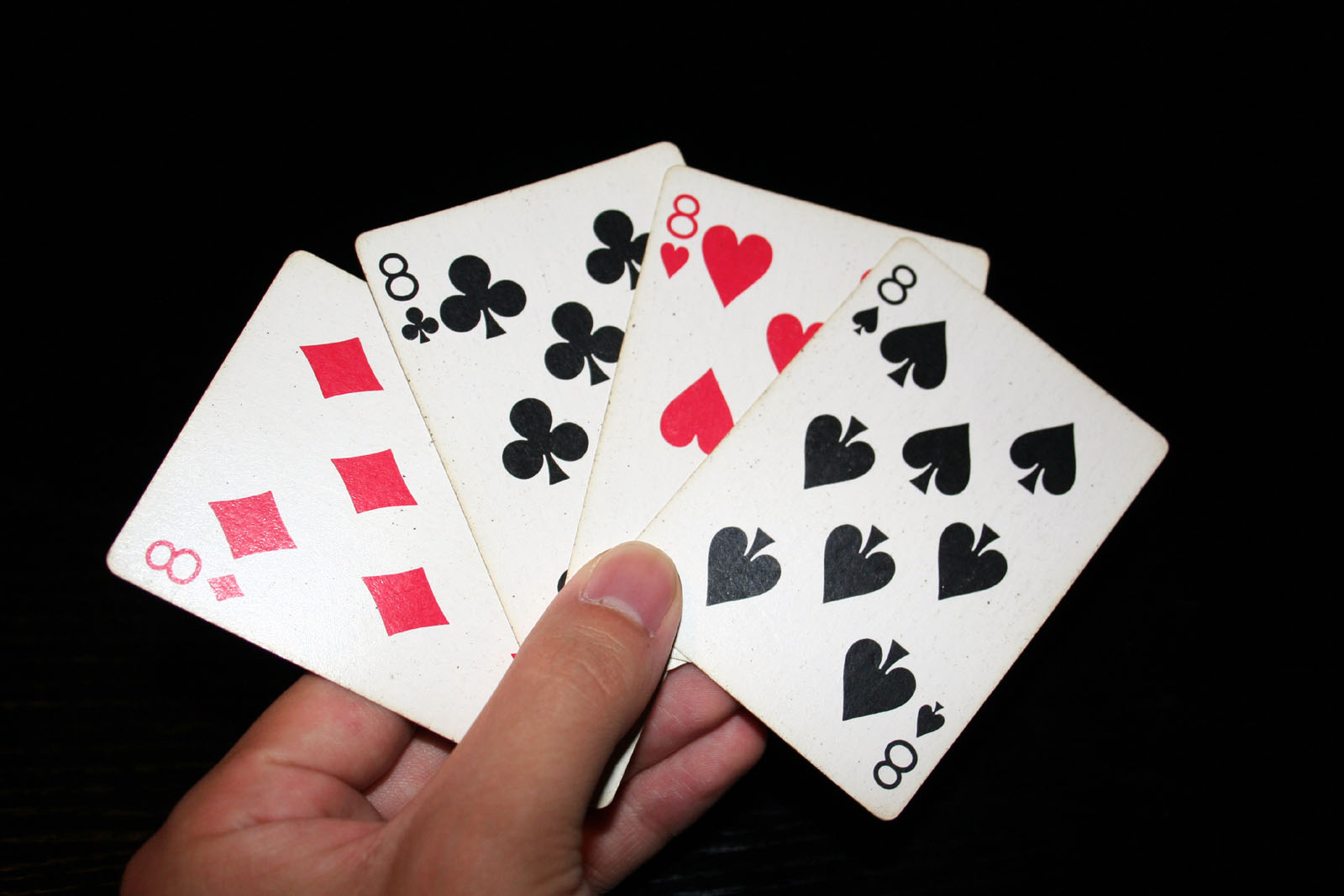
Baraja usada durante la partida. ￼Ayuda

Ocho loco o el burro loco es un juego de naipes entre dos o más jugadores. El juego consiste en deshacerse de las ocho cartas que se recibe al comenzar el juego. Se usa una baraja regular - baraja inglesa o francesa - de 52 cartas para este juego.

## Historia del ocho loco
Los orígenes de este juego se remontan a las primeras décadas del siglo XX.  en Estados Unidos. Se le denominó como “Crazy Eights”, en torno a 1940. Inicialmente conocido únicamente como "Eights".
El nombre emana de los servicios militares. Y es que a este juego se le consideraba muy loco por sus reglas y sus diferentes saltos de manga.
Como tal, los batallones americanos lo identificaron con soldados que estaban muy mal de la cabeza y los enviaban a "Section 8".
Cuando un militar no está en sus mejores facultades mentales como para desarrollar sus funciones, se le etiquetaba en la sección ocho.
De ahí que la locura de este juego se reflejara en esto y el nombre elegido fuera el de ocho loco.
Durante mucho tiempo se conoció así, y de hecho, en Estados Unidos se empezó a comercializar así como juego de mesa.
En los casinos fue un juego que tuvo mucha repercusión, ya que era muy divertido y dinámico.
También es cierto que tuvo poco recorrido y es que con bastante frecuencia los jugadores acababan desconfiando de los crupieres. 

## Pasos para jugar
1. El juego empieza repartiendo ocho cartas a cada jugador
2. Se colocan las cartas sobrantes bocabajo sobre la mesa. Comienza a jugar el jugador que repartió.
3. El jugador que inicie debe colocar una carta que coincida con el número, letra, color o figura de la carta abierta.
4. El jugador que empezó si tiene un número igual a la primera carta es correcto, el número, letra, pinta o figura de la carta en juego.
5. Si en algún momento no se tiene carta para poner en juego, se debe recibir una carta del mazo bocabajo y pasar el turno al siguiente jugador.
6. Gana quien se quede sin cartas primero.
7. El único comodín con el que se puede hacer espejo es 3
8. Cuando nos quede 2 cartas nunca se dice X2, solo se puede decir X1

## Cartas especiales
Las cartas especiales suelen variar; esto depende de los jugadores si deciden hacer sus propias funciones para las cartas, en algunos casos no se usa Joker o Comodín. Las funciones de las cartas más comunes son las siguientes:cambios
- AS: Se responde con otra AS, o con un 2 del mismo palo de lo contrario recibes 3 cartas. (Si tienes el A lo usas y se acumulan las cartas a recibir del mazo bocabajo, es decir, que el siguiente jugador debe responder con un A o comer 6 cartas y así sucesivamente hasta que alguien coma todas las cartas).
- 2: Se responde con otro 2, o con un AS del mismo palo de lo contrario recibes 2 cartas. (También es acumulable hasta que alguien reciba las cartas del mazo bocabajo).
- 3: Esta carta salta al siguiente jugador, es decir que pierde el turno.
- 7: Carta silencio, si alguna persona habla cuando esta carta esta en juego comerá una carta por cada palabra que diga. (Solo FRASES y palabras, ni ruidos, etc).
- 8: Cambia la pinta o figura a tu preferencia
- 10: Cambia la dirección del juego. (Si se venía jugando hacia la derecha ahora iremos hacia la izquierda; cada vez que se use cambiará la dirección).

- J: Al usar una J tenemos que usar otra carta de la misma pinta, palo o figura, pero si no tenemos comemos una carta. (en otras palabras repites turno)
- Joker o Comodín: Se usa para salvarte; se puede usar como acompañante de la J, también se usa igual que un 8 para cambiar la pinta o figura. Y como una A o un 2 (Al usarse frente una A o un 2 equivale a cinco cartas de acumulado).
- Q: No hace nada
- K: No hace nada

Nota: El jugador que recibe cartas del mazo bocabajo por la letra A, por el número 2 o el Joker o Comodín automáticamente pierde su turno y debe seguir el jugador siguiente. Cuando el acumulado ya lo haya recibido alguien, el jugador que sigue debe colocar una carta de la misma pinta o figura en que quedó el juego, ya no será necesario responder con un A, con un 2 o con Joker o Comodín.

## Penalidades o multas
Es la forma de pagar los descuidos del juego, esto ocurre cuando un jugador se equivoca en el juego, y debe recibir cartas del mazo como multa o penalidad por no estar atento. Los siguientes son los motivos de penalidad o multa y todos son de una carta:
- Cuando un jugador tenga solo una carta, en su turno deberá decir última carta, voy por una o carta final.
- Los jugadores no se pueden demorar más de treinta segundos en colocar una carta.
- Los jugadores no pueden terminar con ninguna carta de acción
- Los jugadores no pueden terminar con dos cartas repetidas.

## Trampas
El juego presenta trampas para hacerlos más divertido, más fácil para unos pero difícil para otros.
- Si algún jugador tiene en su turno una carta del mismo número o letra 3 o más veces los puede lanzar al mismo tiempo en forma de terna. (Pero debe ser del mismo número, letra, pinta o figura de la carta que lanzó el anterior jugador).

- Si algún jugador tiene en su turno cartas como por decir 2, 3, 4 y si son de la misma pinta o figura, se pueden lanzar juntas en forma de escalera. (Deben ser 3 o más cartas y coincidir con la carta que lanzó el anterior jugador. La escalera debe ser ascendente).

- Si el mazo de cartas para robar se acaba, se cogen las cartas ya botadas, excepto la última, se mezclan y se colocan nuevamente bocabajo para seguir robando. (Si esto pasa más de 4 veces y nadie ha ganado se declara ganador al que tenga menos cartas).
- Si el jugador coordina con otro debe alzar 5 cartas de la baraja (coordinar para tirar cartas en conjunto. Por ejemplo, uno tira 3 y anticipadamente le dice al jugador siguiente "¿tienes un 3?", y el jugador le responde "sí", susurrando, para que lo tire).

## Variaciones
En Chile es popular el jote que es bastante similar, pero varían las habilidades de las cartas:
- 2: El siguiente jugador roba dos cartas, quien puede jugar una carta de similar efecto. El último jugador roba tantas cartas se haya sumado.
- 5: Cambia el sentido de giro de la ronda.
- 7: Se debe lanzar junto a otra carta de misma pinta y/o número. Si se lanza sola, el jugador roba una carta.
- 10: Se puede lanzar independiente del último número o pinta jugado. El jugador decide la pinta con la cual se deba jugar la próxima carta o dejarla a libre elección del siguiente jugador.
- J: Salta al siguiente jugador.
- Joker: El siguiente jugador roba cinco cartas, quien puede jugar una carta de similar efecto. El último jugador roba tantas cartas se haya sumado.